# Gymnopleurus parvus
Gymnopleurus parvus är en skalbaggsart som beskrevs av Macleay 1821. Gymnopleurus parvus ingår i släktet Gymnopleurus och familjen bladhorningar. Inga underarter finns listade i Catalogue of Life.